# Greg Brunner
Greg Thomas Brunner (nacido el 15 de junio de 1983 en Charles City, Iowa) es un exjugador de baloncesto estadounidense con pasaporte suizo. Su último equipo fue el Grissin Bon Reggio Emilia de la Serie A, la máxima división italiana. Con 2,03 metros de altura podía jugar tanto en la posición de Ala-Pívot como en la de Pívot. Fue internacional absoluto con Suiza.

## High School
Se formó en el Charles City High School de su ciudad natal, Charles City, Iowa, siendo entrenado por Todd Forsyth. Como sophomore promedió 19,5 puntos y 10,7 rebotes, como junior 24 puntos (68 % en tiros de campo) y 12,2 rebotes y como senior 24 puntos (69 % en tiros de campo; incluyendo un 40 % en triples), 15,6 rebotes y 7 tapones. Fue el capitán y el MVP del equipo como junior y senior.
Recibió una mención honorable como sophomore, fue elegido en el mejor quinteto del estado Class 3-A como junior y seleccionado en el mejor quinteto del estado Des Moines Register Class 3-A Elite y en el mejor quinteto Class 3-A por Iowa Newspaper Association como senior. Fue elegido en el mejor quinteto de la conferencia y recibió honores del distrito como sophomore, junior y senior. Recibió los honores Amateur Athletic Union (AAU) All-American en las categorías Sub-17 y Sub-19. También recibió los honores del torneo Amateur Athletic Union (AAU) Sub-19. Fue nombrado MVP del Iowa Goalsetters.
Fue seleccionado como el 25º mejor jugador senior de high school. Como junior, fue miembro del equipo Amateur Athletic Union (AAU) que quedó 2º en el torneo nacional. Junto con Jeff Horner, fue miembro del Equipo Norte que ganó la medalla de oro en el USA Basketball Men's Youth Developmental Festival en su año senior. Como senior, fue miembro del equipo Amateur Athletic Union (AAU) que ganó el campeonato estatal Sub-19 y que participó en el torneo nacional Amateur Athletic Union (AAU), quedando 3º a nivel nacional.
En 2002, participó en el Jordan Brand Classic celebrado en Washington D. C. (2 puntos (1-1 de 2 y 0-2 de 3), 7 rebotes, 1 robo y 2 tapones en 18 min). Terminó su etapa de high school con 1,562 puntos, 857 rebotes y 280 tapones, ayudando a Charles City High School a acabar con un récord de 69-17 entre los cuatro años.

## Universidad
Tras graduarse en 2002, asistió a la Universidad de Iowa, situada en Iowa City, Iowa, donde cumplió su periplo universitario de cuatro años (2002-2006).

### Freshman
En su primera temporada, su año freshman (2002-2003), jugó 31 partidos (23 como titular) con los Hawkeyes con un promedio de 7,5 puntos (59,6 % en tiros de 2), 5,2 rebotes y 1,5 asistencias en 24,4 min. Fue el 2º máximo reboteador y tuvo el 2º mejor % de tiros de campo (52,6 %) del equipo.
Su primer partido como titular fue en la victoria contra los Florida Atlantic Owls (12 puntos, 6 rebotes y 2 robos). Anotó 7 puntos y cogió 11 rebotes (máxima de la temporada) en la victoria contra los Southern Miss Golden Eagles. Metió 18 puntos (8-12 en tiros de campo) y atrapó 7 rebotes contra los Florida State Seminoles.
Finalizó la temporada en la Big Ten Conference con el 5º mejor % de tiros de 2 y fue el 18º máximo reboteador y taponador (0,6 por partido) y el 19º en rebotes totales (162) y en tapones totales (20).

### Sophomore
En su segunda temporada, su año sophomore (2003-2004), jugó 29 partidos (27 como titular) con los Hawkeyes con un promedio de 10,9 puntos (56,5 % en tiros de 2 y 35,3 % en triples), 8,2 rebotes, 1,5 asistencias y 1,1 tapones en 28,8 min. Fue el 2º en tapones (32) y tuvo el mejor % de tiros de campo (54,9 %) del equipo.
Anotó 10 puntos, cogió 11 rebotes y puso 4 tapones (máxima de su carrera universitaria) en los cuartos de final del torneo de la Big Ten Conference contra los Michigan Wolverines. Fue el máximo del equipo (16 puntos; 8-12 en tiros de campo), atrapó 9 rebotes, dio 5 asistencias (máxima de su carrera universitaria) y colocó 2 tapones contra los Eastern Illinois Panthers. Metió 26 puntos (máxima de la temporada; 10-14 en tiros de campo y 5-6 en tiros libres), cogió 4 rebotes y puso 2 tapones contra los Louisville Cardinals, siendo elegido co-jugador de la semana de la Big Ten Conference. Marcó 23 puntos y atrapó 14 rebotes (máxima de la temporada) contra los Indiana Hoosiers.
Fue elegido en el mejor quinteto del torneo Gazette Hawkeye Challenge y en el mejor quinteto académico Big Ten Conference. También fue co-ganador del premio Chris Street.
Finalizó la temporada en la Big Ten Conference con el 8º mejor % de tiros de 2 y fue el 2º máximo reboteador, el 9º máximo taponador, el 3º en rebotes totales (239), el 9º tapones totales (32) y el 8º en tiros de 2 anotados (117).

### Junior
En su tercera temporada, su año junior (2004-2005), jugó 33 partidos (32 como titular) con los Hawkeyes con un promedio de 14,7 puntos (53,7 % en tiros de 2, 35,4 % en triples y 69 % en tiros libres), 8,3 rebotes, 1,9 asistencias, 1,2 robos y 1 tapón en 31,8 min. Fue el máximo reboteador del equipo.
Promedió 8,9 rebotes en los partidos de conferencia (2º máximo reboteador). Hizo 11 dobles-dobles en 2005 y 20 en total en toda su carrera universitaria. Fue nombrado jugador de la semana de la Big Ten Conference tras hacer grandes actuaciones contra los Northwestern Wildcats (16 puntos, 4 rebotes, 3 robos y 2 tapones) y los Wisconsin Badgers  (27 puntos (12 tiros de campo; máxima de su carrera universitaria) y 7 rebotes). Anotó 28 puntos (máxima de su carrera universitaria) contra los Northwestern Wildcats. Dio 5 asistencias (máxima de su carrera universitaria) contra los Western Carolina Catamounts.
Fue elegido por 2º año consecutivo en el mejor quinteto del torneo Gazette Hawkeye Challenge y en el mejor quinteto académico Big Ten Conference. También fue seleccionado en el segundo mejor quinteto de la Big Ten Conference por los medios de comunicación y los entrenadores y en el mejor quinteto del distrito por la United States Basketball Writers Association.
Finalizó la temporada en la Big Ten Conference con el 4º mejor % de tiros de campo (51,2 %), el 12º mejor % de tiros libres y el 16º mejor % de tiros de 2 y fue el 2º máximo reboteador, el 8º máximo anotador y taponador, el 18º en robos, el 3º en tiros de 2 anotados (158) y rebotes totales (275), el 5º en tiros libres anotados (118), el 8º en tiros de campo anotados (175), puntos totales (485) y tapones totales (32), el 18º en robos totales (38) y el 21º en partidos jugados.

### Senior
En su cuarta y última temporada, su año senior (2005-2006), jugó 34 partidos (todos como titular) con los Hawkeyes con un promedio de 14,1 puntos (69,5 % en tiros libres), 9,2 rebotes, 1,8 asistencias y 1 robo en 32,1 min. Se proclamó campeón del torneo de la Big Ten Conference tras vencer en la final a los Ohio State Buckeyes. Fue nombrado Co-MVP del equipo.
Anotó 17 puntos y cogió 23 rebotes (máxima de su carrera universitaria) contra los Minnesota Golden Gophers. Hizo el 12º doble-doble del año (16 puntos y 10 rebotes) contra los Northwestern State Demons en el torneo de la NCAA. Metió 27 puntos (máximo anotador del partido; 9 tiros de 2, máxima de su carrera universitaria) y atrapó 7 rebotes contra los Illinois Fighting Illini. Marcó 19 puntos, cogió 8 rebotes y robó 5 balones (máxima de su carrera universitaria) contra los Indiana Hoosiers.
Fue elegido por 3º año consecutivo en el mejor quinteto del torneo Gazette Hawkeye Challenge y en el mejor quinteto académico Big Ten Conference. También fue seleccionado en el mejor quinteto de la Big Ten Conference por los medios de comunicación y los entrenadores y por 2ª vez en el mejor quinteto del distrito por la United States Basketball Writers Association. Además, fue nombrado MVP del CBE Classic Iowa City Regional, elegido en el mejor quinteto del torneo de la Big Ten Conference, en el mejor quinteto del distrito por la Asociación Nacional de Entrenadores de Baloncesto, en el tercer mejor quinteto académico CoSida All-American y en el mejor quinteto del distrito Basketball Times Midlands. Fue uno de los 30 candidatos para recibir el Naismith College Player of the Year.
Finalizó la temporada en la Big Ten Conference con el 11º mejor % de tiros libres y fue el máximo reboteador, el 13º máximo anotador, el 18º máximo taponador, el 1º en rebotes totales (314), el 2º en tiros libres anotados (141), el 6º en tiros de 2 anotados (152), el 9º en puntos totales (481), el 11º en tiros de campo anotados (164), el 16º en tapones totales (20) y el 10º en partidos jugados.

### Promedios
Disputó un total de 127 partidos (116 como titular) con los Iowa Hawkeyes entre las cuatro temporadas, promediando 11,9 puntos (53,1 % en tiros de 2, 30,4 % en triples y 65 % en tiros libres), 7,8 rebotes y 1,9 asistencias en 29,4 min de media.
Es el máximo reboteador de la historia de la universidad (990 rebotes), el 10º máximo anotador (1,516 puntos), el 6º máximo taponador (104 tapones) y el 9º en tiros de campo anotados (553 tiros).
Finalizó su carrera universitaria en la Big Ten Conference con el 21º mejor porcentaje de tiros de campo (50,2 %) y el 68.º mejor porcentaje de tiros libres y fue el 3º máximo reboteador, el 5º en rebotes totales, el 25º en tiros de 2 anotados (511), el 45.º en tiros de campo anotados y tiros libres anotados (368), el 57.º en tapones totales, el 68.º máximo anotador y el 71.º en puntos totales.

## Trayectoria profesional

### Bélgica
Jugó la NBA Summer League de 2006 con los Minnesota Timberwolves (4 partidos con un promedio de 3,2 puntos (50 % en triples y 60 % en tiros libres), 6 rebotes, 1,5 asistencias y 1 tapón en 17,2 min de media).
Tras no ser seleccionado en el Draft de la NBA de 2006, vivió su primera experiencia como profesional en la temporada 2006-2007, en las filas del VOO Verviers-Pepinster belga.
Disputó 33 partidos de liga con el conjunto de Verviers con un promedio de 12,6 puntos (62,1 % en tiros de 2 y 33,3 % en triples), 7,4 rebotes, 1,2 asistencias y 1,1 robos en 27,3 min de media. Fue el 3º máximo reboteador de la Ligue Ethias.
Jugó la NBA Summer League de 2007 con los Minnesota Timberwolves (4 partidos con un promedio de 0,5 puntos (50 % en tiros de campo) y 1,2 rebotes en 7,1 min de media).
Sin moverse de Bélgica, fichó por el Telindus Oostende para la temporada 2007-2008, ganando la Copa Belga en 2008.
Disputó 33 partidos de liga, 2 de play-offs y 11 de Copa ULEB con el cuadro de Oostende, promediando en liga 10,1 puntos (63,4 % en tiros de 2 y 37,1 % en triples), 5 rebotes y 1,3 robos en 20,8 min de media, en play-offs 13 puntos (73 % en tiros de 2) y 8 rebotes en 27,5 min de media, y en la Copa ULEB 7,5 puntos (50,9 % en tiros de 2, 40 % en triples y 60 % en tiros libres), 3,6 rebotes y 1 robo.

### Israel
Firmó para la temporada 2008-2009 por el Ironi Nahariya israelí, abandonando el equipo en noviembre de 2008.
Disputó 5 partidos de liga con el conjunto de Nahariya con un promedio de 8,6 puntos (66,7 % en tiros de campo (40 % en triples) y 62,5 % en tiros libres), 4 rebotes y 1,4 robos en 21,3 min de media.

### Italia
El 5 de diciembre de 2008, el Angelico Biella italiano, anunció su fichaje hasta el final de la temporada 2008-2009.
Disputó 22 partidos de liga y 9 de play-offs con el cuadro de Biella, promediando en liga 8,7 puntos (61,3 % en tiros de 2, 37,5 % en triples y 63,8 % en tiros libres), 4,5 rebotes y 1 robo en 18,1 min de media, mientras que en play-offs promedió 10,7 puntos (69,4 % en tiros de 2 y 66,7 % en tiros libres), 4,8 rebotes y 1,3 robos en 21,6 min de media.
Sin moverse de Italia, firmó para la temporada 2009-2010 por el Sigma Coatings Montegranaro.
Disputó 28 partidos de liga y 3 de play-offs con el conjunto de Montegranaro, promediando en liga 13,2 puntos (59,4 % en tiros de 2 y 64,6 % en tiros libres), 8,7 rebotes y 1,9 robos en 29,4 min de media, mientras que en play-offs promedió 8,3 puntos, 5,7 rebotes, 1 asistencia, 2,3 robos y 1 tapón en 27 min de media. 
Fue el 2º máximo reboteador de la LEGA. A final de temporada recibió una mención honorable LEGA por Eurobasket.com.
Fichó por el Benetton Treviso para la temporada 2010-2011.
Disputó 26 partidos de liga, 7 de play-offs, 16 de Eurocup y 2 de EuroChallenge con el cuadro de Treviso, promediando en liga 8,2 puntos (61,7 % en tiros de 2 y 62,1 % en tiros libres), 5,8 rebotes y 1,9 robos en 21,2 min de media, en play-offs 5,4 puntos (57,1 % en tiros de 2, 33,3 % en triples y 61,1 % en tiros libres), 5,6 rebotes y 1,6 robos en 19,3 min de media, en la Eurocup 7,1 puntos (60 % en tiros de 2 y 60,5 % en tiros libres), 6,3 rebotes, 1 asistencia y 1,3 robos, y en la EuroChallenge 12,5 puntos (66,7 % en tiros de 2, 100 % en ttriples y 75 % en tiros libres), 7 rebotes, 2,5 asistencias y 1 robo en 26,5 min de media.
El 18 de julio de 2011, el Fabi Shoes Montegranaro, anunció su fichaje por dos años, regresando de esta manera al club tras un año de ausencia. Abandonó el equipo en enero de 2012.
Disputó 16 partidos de liga con el conjunto de Montegranaro con un promedio de 10,6 puntos (61,2 % en tiros de 2), 7,6 rebotes, 1,3 robos y 1,7 asistencias en 24,1 min de media. 
Fichó por el Bennet Cantú para el resto de la temporada 2011-2012.
Disputó 17 partidos de liga, 5 de play-offs y 6 de Euroliga con el cuadro de Cantú, promediando en liga 8,8 puntos (57,8 % en tiros de 2 y 40 % en tiros libres) y 6,3 rebotes en 20,2 min de media, en play-offs 10,6 puntos (75 % en tiros de 2 y 71,4 % en tiros libres) y 5 rebotes en 23,4 min de media, y en la Euroliga 4,2 puntos (33,3 % en triples) y 2,5 rebotes en 14 min de media.
Fue el 5º máximo reboteador de la LEGA.
El 27 de julio de 2012, el Grissin Bon Reggio Emilia, anunció su fichaje por dos años. Fue su último club antes de retirarse.
En su primera temporada (2012-2013), jugó 29 partidos de liga y 7 de play-offs, promediando en liga 11,6 puntos (56,8 % en tiros de 2 y 39,4 % en tiros libres), 8,2 rebotes, 1,8 asistencias y 1,5 robos en 27,9 min, mientras que en play-offs promedió 7,1 puntos (51,5 % en tiros de 2 y 30,8 % en triples), 3,7 rebotes, 2,4 asistencias y 1,4 robos en 26 min.
Fue el 7º máximo reboteador de la LEGA. A final de temporada fue elegido en el mejor quinteto defensivo de la LEGA por Eurobasket.com.
En su segunda y última temporada (2013-2014), ganó la EuroChallenge. Jugó 24 partidos de liga, 4 de play-offs y 9 de EuroChallenge, promediando en liga 7,5 puntos (58,5 % en tiros de 2 y 30,2 % en triples), 5,3 rebotes y 1,5 asistencias en 20,6 min, en play-offs 2 puntos (60 % en tiros de 2) y 1,8 rebotes en 9,3 min, y en la EuroChallenge 7,1 puntos (74,5 % en tiros de 2), 6,9 rebotes y 1,1 asistencias en 23 min de media.
En noviembre de 2013, fue nombrado Co-MVP de la 1ª jornada de la EuroChallenge junto con Maxime De Zeeuw (22 puntos (10-13 en tiros de campo) y 9 rebotes para una valoración de 31 en la victoria contra el Okapi Aalstar belga). 
Finalizó la EuroChallenge con el mejor % de tiros de 2 y fue el 7º máximo reboteador, el 14º máximo taponador (0,7 por partido), el 2º en rebotes ofensivos (3,2 por partido), el 10º en tiros de 2 anotados (4,6 por partido), el 14º en tiros de campo anotados (4,9 por partido) y el 18º en dobles-dobles (2).
Disputó un total de 53 partidos de liga y 11 de play-offs con el conjunto de Reggio Emilia entre las dos temporadas, promediando en liga 9.7 puntos (57,3 % en tiros de 2 y 34,2 % en triples), 6,8 rebotes, 1,6 asistencias y 1,2 robos en 24,5 min de media, mientras que en play-offs promedió 5,2 puntos (52,6 % en tiros de 2), 3 rebotes, 1,6 asistencias y 1 robo en 20 min de media.

## Retirada
Tras siete años en Italia y después de lesionarse en un entrenamiento con la selección de baloncesto de Suiza en el verano de 2014, anunció su retirada del baloncesto con 31 años.

## Selección estadounidense
Participó con la selección de baloncesto de Estados Unidos en la Universiada de 2005 celebrada en Esmirna, Turquía, donde Estados Unidos consiguió la medalla de oro tras ganar en la final a la selección de baloncesto de Ucrania.
Jugó al lado de jugadores de la talla de Randy Foye, Shelden Williams, Craig Smith o Bobby Jones (baloncestista, 1984). Consiguieron un récord perfecto de 8-0, siendo el 2º máximo reboteador de la selección estadounidense con 5,8 rebotes (a los que añadió 4,1 puntos por partido). Cogió 16 rebotes (máximo reboteador del partido) contra la selección de baloncesto de China.

## Selección Suiza
Consiguió el pasaporte suizo en el verano de 2010.
Debutó con la selección de baloncesto de Suiza en el EuroBasket División B de 2011, quedando Suiza 2ª del Grupo C.
Jugó 5 partidos con un promedio de 14,6 puntos (54,7 % en tiros de 2), 11,2 rebotes y 2,8 asistencias en 32,4 min de media. Fue el máximo anotador, reboteador y taponador de su selección.
Finalizó el EuroBasket División B de 2011 con el 11º mejor % de tiros de campo (50 %) y de tiros de 2 y fue el 12º máximo anotador, el 4º máximo reboteador, el 10º máximo taponador (0,6 por partido), el 18º máximo asistente, el 2º en rebotes defensivos (8,2 por partido), el 5º en tiros de 2 anotados (5,8 por partido) y dobles-dobles (3), el 6º en rebotes ofensivos (3 por partido), el 8º en tiros de campo anotados (6 por partido), el 12º en min y el 20º en faltas recibidas (3,4 por partido).
Disputó la Fase de Clasificación para el EuroBasket 2013, celebrado en Eslovenia, no logrando Suiza clasificarse.
Jugó 2 partidos con un promedio de 7,5 puntos, 8 rebotes, 1 robo y 1 tapón en 21 min de media.
Disputó la Clasificación para el EuroBasket 2015, celebrado entre Alemania, Croacia, Francia y Letonia, no logrando Suiza clasificarse.
Jugó 1 partido de 2ª fase (15 puntos (1-4 de 2, 2-3 de 3 y 7-10 de TL), 3 rebotes y 3 asistencias en 30 min).